# Миллионная улица (Москва)
Миллио́нная у́лица — улица, расположенная в Восточном административном округе города Москвы на территории района Богородское.

## История
Улица получила название, перенесённое с улицы, упразднённой в XX веке в ходе перепланировки территории, на которой та находилась. Историческая Миллионная улица располагалась вблизи Ростокинского акведука, построенного в 1780—90-х годах и названного современниками Миллионным мостом за высокую стоимость.

## Расположение
Миллионная улица проходит от Краснобогатырской улицы на северо-восток, с севера к ней примыкает 2-й Богатырский переулок, улица проходит далее до безымянной площади с разворотным трамвайным кольцом, от которой отходят Кузнецовская улица (на юг), 1-я Мясниковская улица (на восток) и Погонный проезд (на северо-восток). Нумерация домов начинается со стороны Краснобогатырской улицы.

## Примечательные здания и сооружения
По нечётной стороне:
- дом 15, корпус 1 — дом, в котором с 1929 по 1941 г. жил Л. И. Яшин[3].

По чётной стороне:

## Транспорт

### Трамвай
- 4: от Погонного проезда до Краснобогатырской улицы
- 7: от Краснобогатырской улицы до Погонного проезда и обратно
- 46: от Краснобогатырской улицы до Погонного проезда и обратно
- Разворотное трамвайное кольцо «Богородское» — у восточного конца улицы

### Метро
- Станция МЦК «Белокаменная» — севернее улицы, на Яузской аллеи вблизи Северо-восточной хорды.
- Станция метро «Преображенская площадь» Сокольнической линии — южнее улицы, на Преображенской площади на пересечении Большой Черкизовской улицы с Краснобогатырской улицей и Преображенским Валом
- Станция метро «Бульвар Рокоссовского» Сокольнической линии и станция МЦК «Бульвар Рокоссовского» — восточнее улицы, на пересечении Открытого шоссе с Ивантеевской улицей и Тюменским проездом